# Колонна Победы (Берлин)

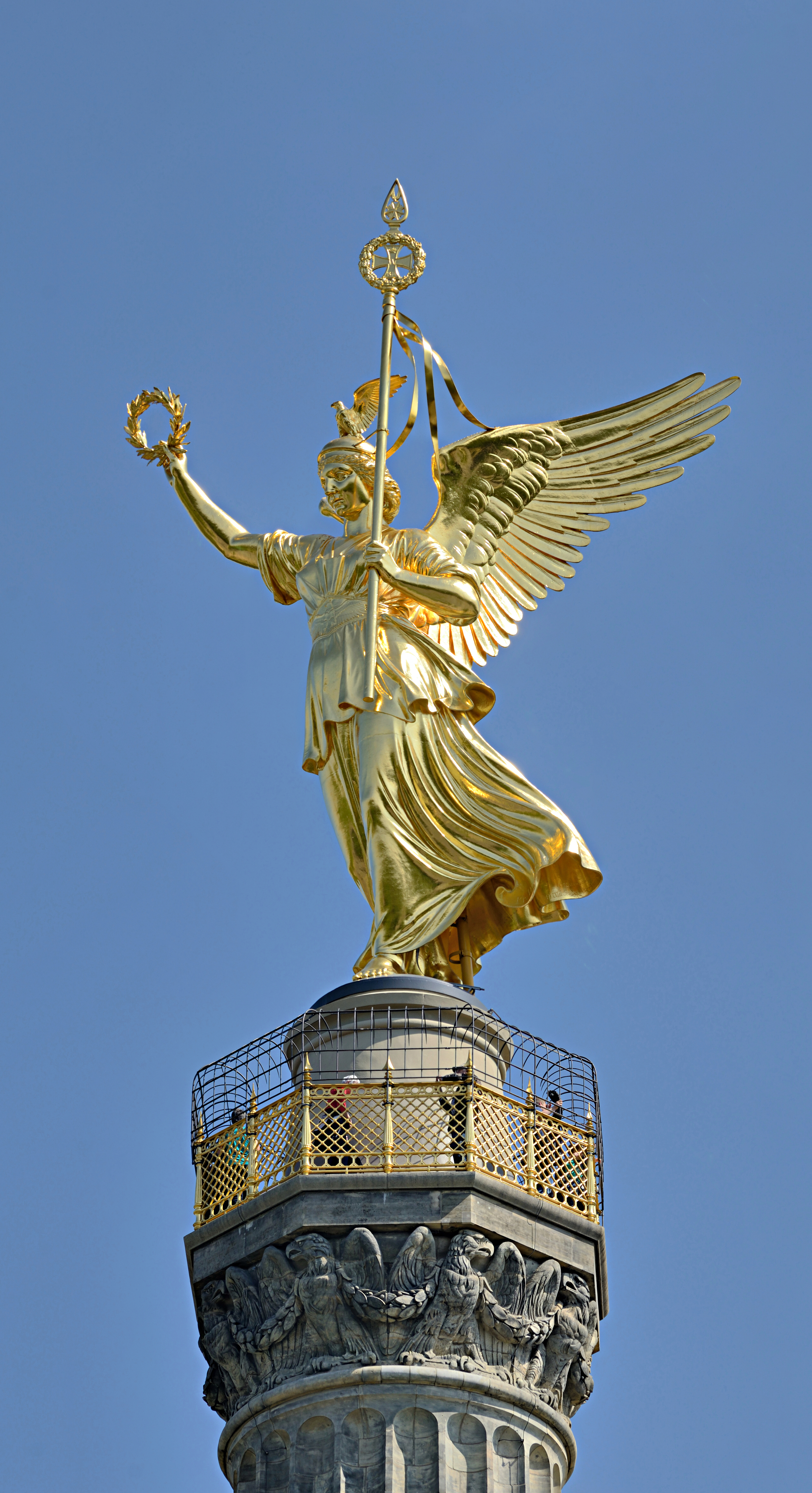
Позолоченная статуя богини Виктории на вершине колонны Победы

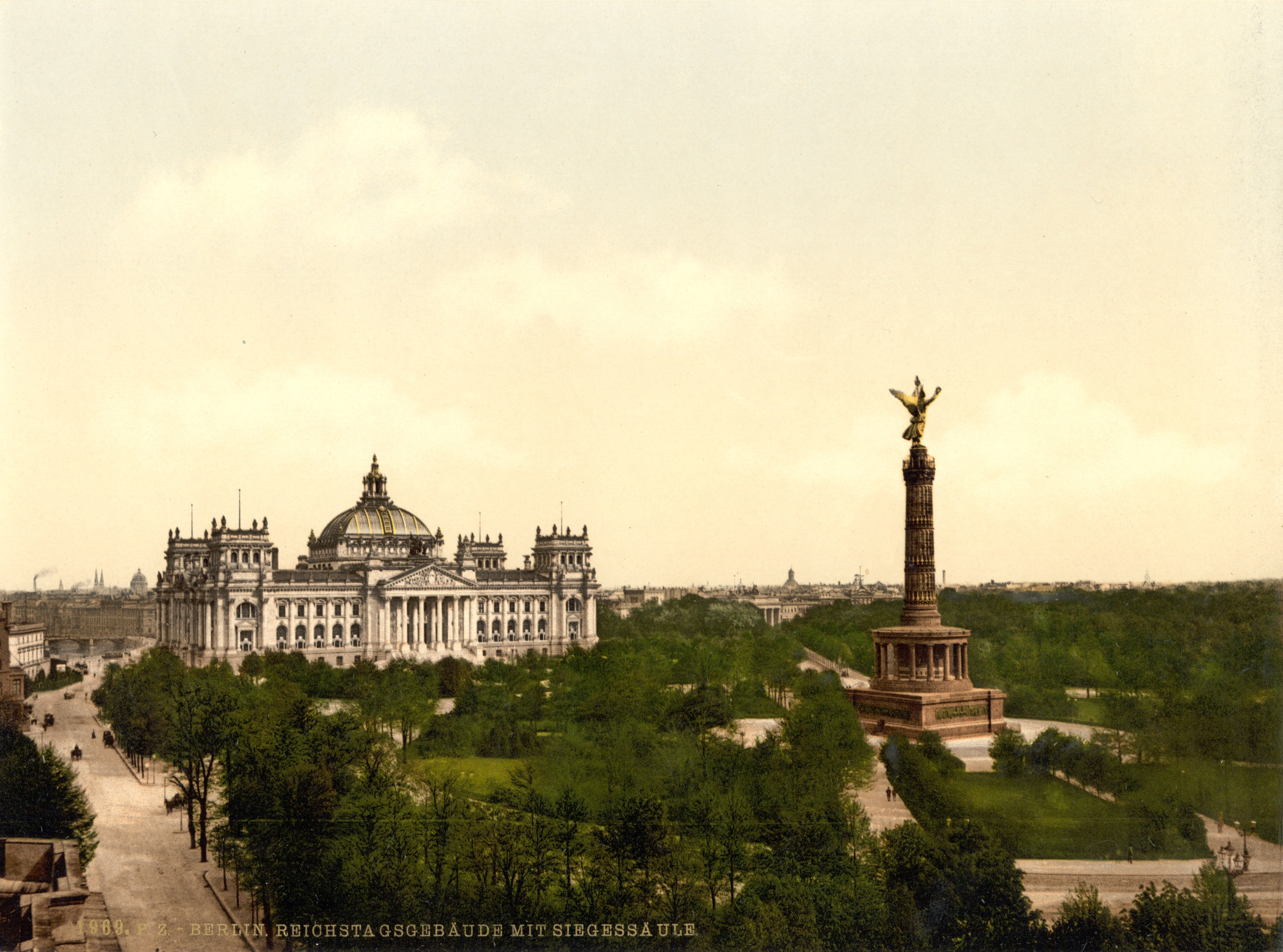
Колонна Победы на площади Кёнигсплац перед Рейхстагом

Колонна Победы (нем. Siegessäule) — памятник в центре Берлина в Большом Тиргартене на площади Большая Звезда. Построена по проекту архитектора Генриха Штрака в 1864—1873 годах как национальный памятник объединительным войнам Германии. Охраняется государством как памятник архитектуры Берлина.

## История
Идея возвести в Берлине триумфальную колонну возникла после победы Пруссии в войне с Данией в 1864 году. В течение последующих нескольких лет Пруссия одержала победы в войне с Австрией в 1866 году и в войне с Францией в 1870—1871 годах. Три военные победы Пруссии нашли своё отражение в трёх изначальных сегментах колонны и бронзовой скульптуре богини Виктории на её вершине. Официальная церемония открытия колонны состоялась на площади Кёнигсплац 2 сентября 1873 года, в День Седана, третью годовщину капитуляции Франции после битвы при Седане. В 1938—1939 годах колонна Победы была перемещена с площади Кёнигсплац на современное место на площадь Большая Звезда, её высота была увеличена на ещё один сегмент. Доступ к колонне Победы в центре площади осуществляется по нескольким подземным пешеходным переходам.
Колонна Победы установлена на постаменте из полированного красного гранита и четырёх сужающихся кверху колонных барабанов, изготовленных из обернкирхеновского песчаника. В каннелюрах трёх нижних сегментов колонны установлены 60 покрытых золотом трофейных пушечных стволов: в самом низу — датских, добытых в 1864 году, выше — австрийских 1866 года и ещё выше — французских 1870 года. Дополнительный четвёртый сегмент с позолоченной гирляндой высотой 7,5 м появился после переноса колонны по приказу Адольфа Гитлера в 1938—1939 годах. Винтовая лестница в 285 ступеней внутри колонны ведёт на смотровую площадку на высоте 50,66 м, оттуда открываются великолепные виды на Большой Тиргартен, Потсдамскую площадь и Бранденбургские ворота. Общая высота колонны Победы включая статую составляет 66,89 м. На постаменте колонны размещена круглая колоннада со стеклянной стенной мозаикой, выполненной в 1876 году по картону Антона фон Вернера венецианской компанией Антонио Сальвиати. На картоне Вернера по заказу императора Вильгельма I изображена сцена учреждения империи в результате победы над Францией.
На вершине колонны установлена бронзовая скульптура богини Виктории работы Фридриха Драке. В правой поднятой руке богиня держит лавровый венок, в левой — военный знак с Железным крестом. Её шлем украшен орлиными крыльями. Фридрих Драке придал женскому образу богини Виктории черты кронпринцессы Пруссии Виктории Великобританской. Бронзовая скульптура высотой 8,30 м и весом в 35 тонн была изготовлена в берлинской литейной мастерской Германа Гладенбека. Скульптура трижды реставрировалась в 1954, 1989 и 2011 годах. В Берлине скульптуру на вершине колонны Победы прозвали Золотой Эльзой: в 1866 году в журнале Gartenlaube публиковался пользовавшийся большой популярностью одноимённый роман Евгении Йон.
Постамент колонны украшен четырьмя бронзовыми рельефами, на которых изображены сцены из трёх объединительных войн Германии и триумфальное возвращение войск в Берлин в 1871 году. Рельефы были созданы берлинскими скульпторами Морицем Шульцем, Карлом Кейлем, Александром Каландрелли и Альбертом Вольфом. Три из четырёх рельефов были сняты с колонны Победы в 1945 году по требованию французских оккупационных властей и поначалу считались утраченными. В результате расследования, проведённого министерством иностранных дел ФРГ, они обнаружились во дворе Музея армии в Париже. Четвёртый рельеф, посвящённый Франко-прусской войне, хранился в цитадели Шпандау. Франция безуспешно попыталась обменять три рельефа на картину «Переход Наполеона через Альпы», но это предложение отклонил Фонд прусского культурного наследия. В конечном итоге президент Франции Франсуа Миттеран передал рельефы Берлину, и после реставрации четыре рельефа вернулись на своё исконное место в 1987 году к 750-летию Берлина. Лучшим среди рельефов считается «Вывод войск и штурм в битве при Дюббеле» работы Каландрелли на западной стороне постамента, он посвящён прусско-датской войне 1864 года. Некоторые из изображённых на нём являются реальными историческими личностями.
Колонна Победы была установлена в 1873 году на площади Кёнигсплац, ныне площадь Республики. С западной стороны площадь с 1844 года украшало здание Кролль-оперы. Напротив него через площадь в это время находился дворец Рачинского, после сноса которого в 1880-е годы появилось здание Рейхстага. Незадолго до торжественного открытия колонны Победы на Кёнигсплац к площади Кемперплац была проложена 750-метровая парковая аллея, будущая аллея Победы. На ней с 1895 года устанавливались знаменитые скульптурные группы, за что берлинцы наградили аллею ироническим названием «Кукольная аллея».
При национал-социалистах в ходе перестройки Берлина в Столицу мира Германию колонна Победы была перемещена в 1938—1939 годах на реконструированную площадь Большая Звезда. Вместе с колонной Победы переехали также национальный памятник Бисмарку, а также памятники Мольтке и Роону. Большая Звезда должна была стать «площадью Почёта Второго рейха».
Во Вторую мировую войну колонна Победы без особого ущерба перенесла бомбардировки и штурм Берлина. 2 мая 1945 года польские солдаты перед маршем на Науэн водрузили на колонне Победы польский флаг. По их собственным признаниям, они не знали значения памятника и позднее сокрушались, что вместо этого не взорвали колонну. Согласно директиве оккупационных властей антигитлеровской коалиции о сохранении и ликвидации памятников германского милитаризма, принятой в мае 1946 года, в Германии подлежали сносу военные памятники, воздвигнутые после 1 августа 1914 года, даты начала Первой мировой войны. Тем не менее, за снос колонны Победы к августу 1946 года проголосовал магистрат Берлина, в котором тон задавали члены СЕПГ. До октября 1946 года снос так и не состоялся, а новоизбранный в октябре 1946 года демократический магистрат Большого Берлина к этому вопросу не возвращался. 26 ноября 1946 года требование снести колонну Победы заявили французские оккупационные власти. При голосовании в Межсоюзнической комендатуре это требование отклонили британцы и американцы, а представители СССР воздержались.
15 января 1991 года «Революционные ячейки» предприняли попытку подрыва колонны Победы. При взрыве на смотровой площадке обошлось без человеческих жертв, была повреждена лишь одна из опор бронзовой Виктории. С марта 2010 года по май 2011 года проводилась масштабная реконструкция колонны Победы.
Колонна Победы, скульптура на её вершине и виды Берлина с её смотровой площадки присутствуют в самом начале фильма Вима Вендерса «Так далеко, так близко!» (Германия, 1993). Главный герой кинокартины (ангел Кассиэль) некоторое время стоит на правом плече скульптуры, обозревая небо и город, а затем — парит вниз.